# Georg Libor Eyrich
Georg Libor Eyrich (* 22. Juli 1766 oder 23. Juli 1766 in Würzburg; † 22. Februar 1826 ebenda) war ein römisch-katholischer Theologe und Hochschullehrer.

## Leben
Georg Libor Eyrich besuchte 1785 das Priesterseminar Würzburg und wurde am 18. September 1790 zum Priester geweiht.
Am 12. April 1791 promovierte er mit seiner Dissertation Tentamen historicum circa diversas de spe et expectatione bei Anton Joseph Roßhirt zum Lizenziaten der Theologie und wurde im gleichen Jahr Kaplan in Igersheim.
1795 wurde er Präfekt im adeligen Seminar (siehe Studienseminar Julianum) in Würzburg und 1802 dessen Regens.
Er wurde 1803 zum Professor der Moraltheologie an der Universität Würzburg ernannt und promovierte im darauffolgenden Jahr zum Dr. phil. und theol.
1804 wurde er Regens des Priesterseminars in Würzburg und zum Wirklichen Geistlichen Rat beim bischöflichen Generalvikariat befördert.
Aufgrund der Aufhebung der Katholisch-Theologischen Fakultät wurde er 1809 aus dem Lehrdienst entlassen und in den Ruhestand versetzt, bis er im Herbst 1815 wieder zum Professor der Moral- und Pastoraltheologie ernannt wurde.
Zu seinen Studenten gehörte unter anderem Kilian Joseph Fischer.
Er wurde am 16. Januar 1816 zum Wirklichen Vikariatsrat und 1817 zum Regens des geistlichen Erziehungshauses ernannt; 1822 trat er vom Amt des Regens zurück.
Während seiner Lehrzeit an der Universität Würzburg wurde er mehrmals zum Mitglied des Akademischen Senats gewählt und hierbei vom König Maximilian I. Joseph bestätigt.
Er war Mitarbeiter an der Sammlung Classischer der Moral angehöriger Bibeltexte von Johann Michael Feder und arbeitete auch an den Gelehrten Anzeigen in Würzburg mit.
Georg Libor Eyrich starb an einer Lungenentzündung.

## Schriften (Auswahl)
- Tentamen historicum circa diversas de spe et expectatione, quam Jobus Cap. XIX. V. 25.[6] sibi facit, opiniones et sententias. Würzburg, 1791.
- Das Buch Hiob in deutschen Hexametern. Würzburg: Carl Wilhelm Becker, Universitätsbuchdrucker, 1824 (Digitalisat).